# Сиг (Румунія)
Сиг (рум. Sâg) — село у повіті Селаж в Румунії. Адміністративний центр комуни Сиг.
Село розташоване на відстані 390 км на північний захід від Бухареста, 23 км на південний захід від Залеу, 70 км на північний захід від Клуж-Напоки.

## Населення
За даними перепису населення 2002 року у селі проживали 758 осіб, з них 755 осіб (99,6%) румунів. Рідною мовою 756 осіб (99,7%) назвали румунську.